# 埃施巴赫 (莱茵-兰县)
埃施巴赫（德語：Eschbach，發音：[ˈɛʃbax]）是德国莱茵兰-普法尔茨州莱茵-兰县的市镇，面积2.58平方千米，2023年12月31日人口为157人。